# 페레미실

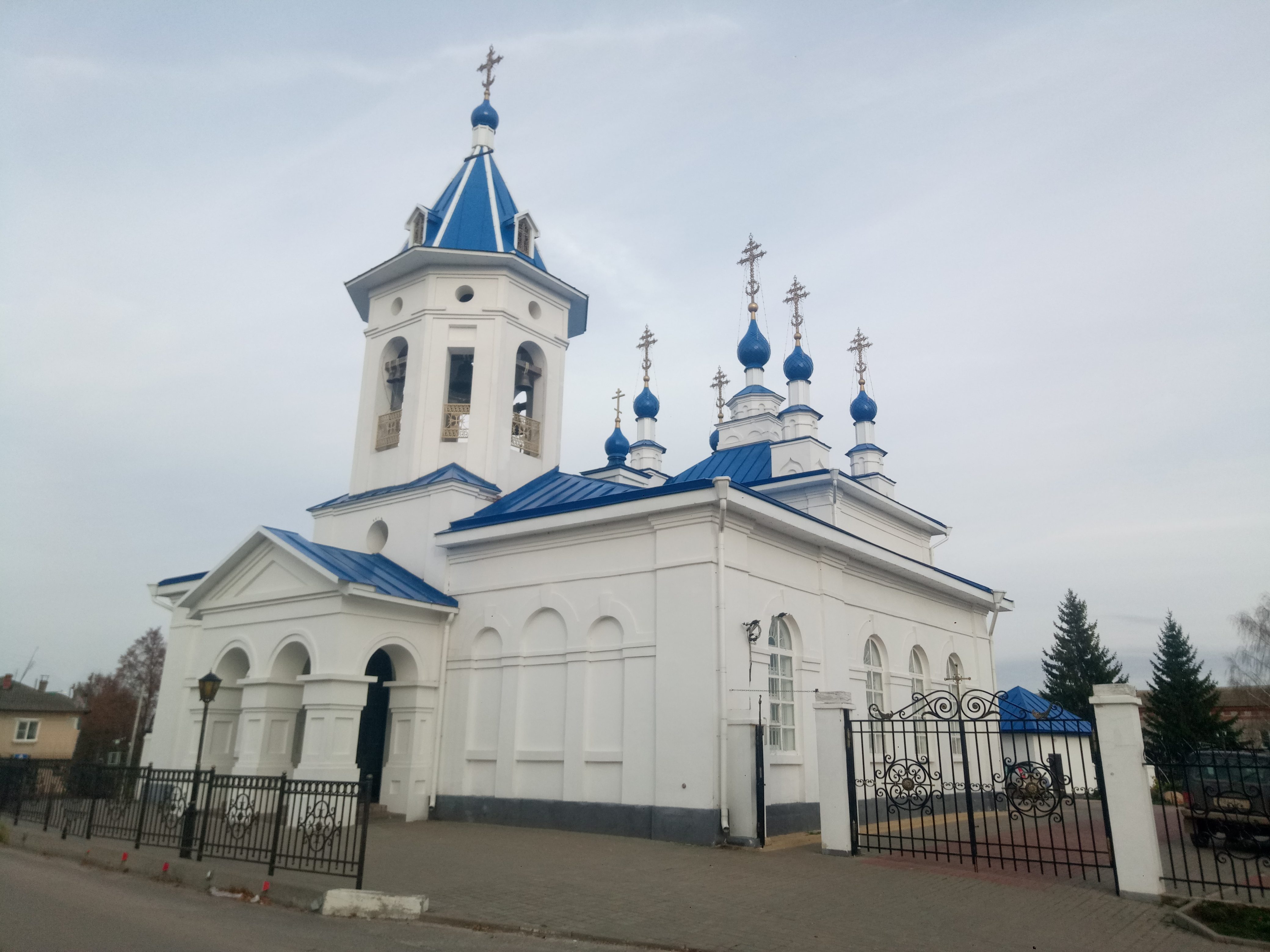

페레미실(러시아어: Перемы́шль)은 러시아 칼루가 주에 있는 도시이다.